# حجر الرباط

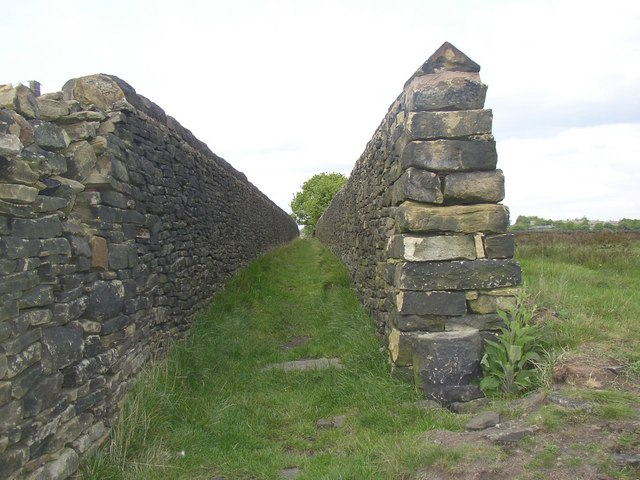
تمتد أحجار الرباط التي تظهر في نهاية الجدار الأيمن عبر عرض هذا الجدار الحجري الطويل والجاف

حجر الرِّبَاط هو حجر ضخم يتخلل الجدار حتى يبرز من جانبيه توثيقًا له وتمكينًا. تستخدم هذه الأحجار بشكل خاص لربط طبقتين من الجدران هيكليًا. عادة ما تُبنَى الجدران الجافة من طبقتين من الحجر، داخليةٍ وخارجيةٍ مع ملء الفراغ بينهما أحيانًا بالإثلب .